# يوسوكي نوزاوا
يوسوكي نوزاوا (باليابانية: 野澤 洋輔) (9 نوفمبر 1979 في شيزوكا في اليابان – )؛ هو لاعب كرة قدم ياباني سابق كان يلعب كحارس مرمى.

## وصلات خارجية
- يوسوكي نوزاوا على موقع رابطة كرة القدم اليابانية للمحترفين (اليابانية)
- يوسوكي نوزاوا على موقع قاعدة بيانات كرة القدم.إي يو (الإنجليزية)
- يوسوكي نوزاوا على موقع Soccerway.com (الإنجليزية)
- يوسوكي نوزاوا على موقع عالم كرة القدم.نت (الإنجليزية)